# Lapptjärnarna, Jämtland
Lapptjärnarna är en sjö i Åre kommun i Jämtland och ingår i Indalsälvens huvudavrinningsområde.